# Chorvereinigung Gegenstimmen

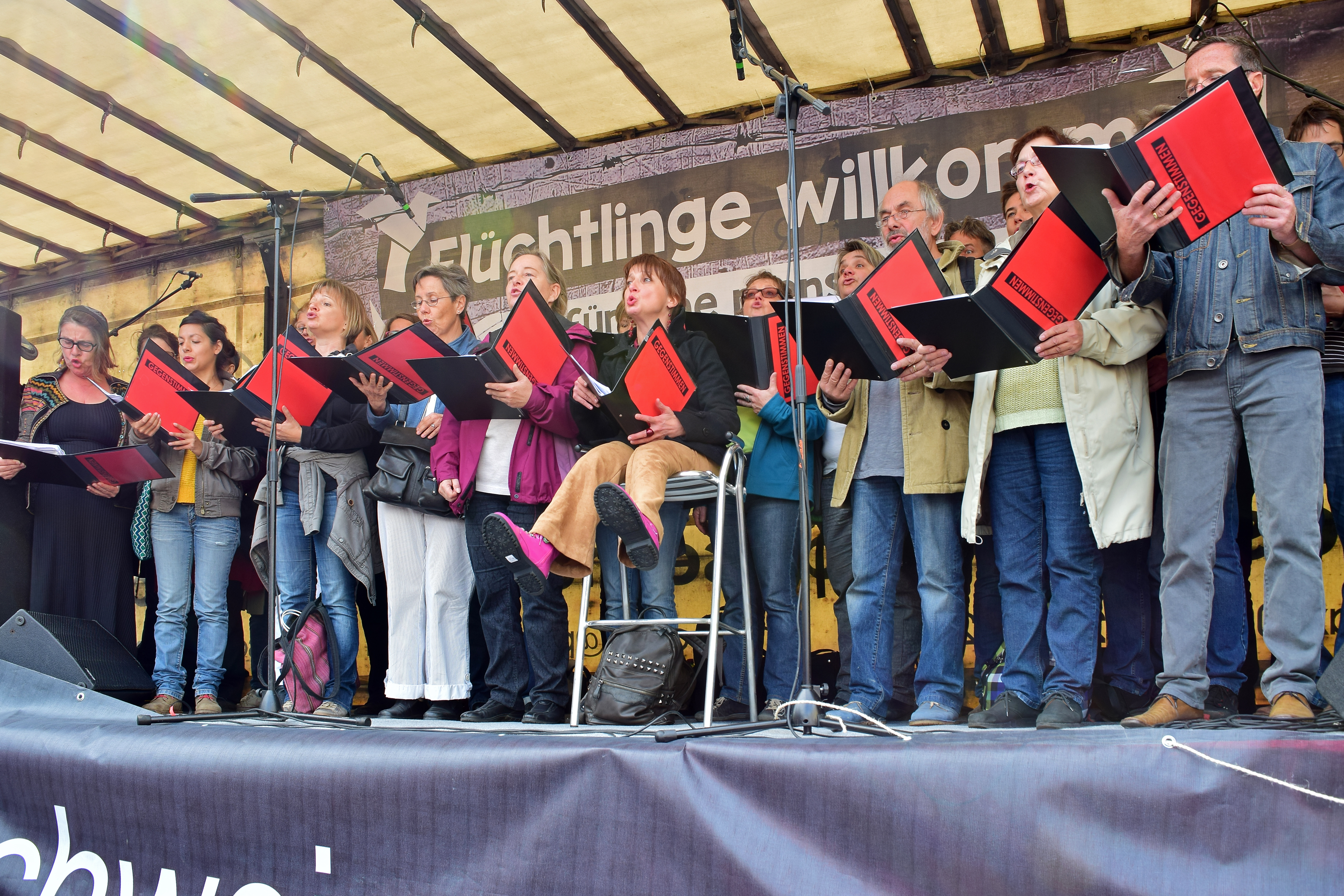
Auftritt der "Gegenstimmen" – Demo für eine menschliche Asylpolitik, Oktober 2015

Die Chorvereinigung Gegenstimmen ist ein politisch engagierter Chor in Wien.
Der Chor entstand 1989 durch die Vereinigung des Lerchenfelder Politchores mit den Rotkehlchen. Der Chor hat durchschnittlich 50 Mitglieder.
Der Chor richtet sich inhaltlich gegen Krieg, Faschismus, Gewalt, Unterdrückung, ist kritisch gegenüber der Globalisierung, stellt Fragen, und singt gegen mangelndes Interesse und das Schweigen.
Seit 1998 führen die Gegenstimmen eigene Programme in Österreich, Deutschland und der Schweiz auf und wirken bei Theaterprojekten mit, etwa bei „nationalHYMNEN“ von Miki Malör/monochrom (2005) und „Der Schwalbenkönig“ von Franzobel.
Für die monochrom-CD Carefully Selected Moments nahmen sie auch das Lied Im söbn Boot auf.
Der Chor nahm an europaweiten Chorprojekt WahnFlucht teil, bei dem Lieder am Internationalen Tag des Friedens zum 21. September 2014 zum Thema Desertation aufgeführt wurden. Ein Lied aus Frederic Rzewskis „Ode an den Deserteur“ wurde von den Gegenstimmen am 24. Oktober 2014 zur Eröffnung des Wiener Deserteurdenkmals am Ballhausplatz aufgeführt.

## Chorleiter
- 1989–1994: Yvonne Fink, Franz Ruttner, Benno Sterzer
- 1994–2013: Erke Duit
- 2013–2019: Stefan Foidl
- Seit Herbst 2019: Monika Lang

## Diskografie
- Herrliche Zeiten. Lieder von Hanns Eisler. (1999; Seven Stix 003),
- adam eva aus. (2000; Extraplatte 477-2), eine Kantate zum unerschöpflichen Thema Mann-Frau
- der harte weg zurück. chorkantate für gegenstimmen. (2003; GGST3), Lieder aus 15 Jahren Gegenstimmen
- Gib mir die Kugel. Eine Globalisierungskantate. (2005)
- Stell dich ein. Eine Kantate zur Arbeit. (2007), Konzept: Gegenstimmen, Text: Frank Apunkt Schneider (monochrom), Musik: Erke Duit.
- zwischen gestern und morgen. (2011)
- GEMMADANN. Eine symphonische Kantate zum Widerstand. (2013), Text: Heinz Rudolf Unger, Bärbel Danneberg, Alfred Komarek, Musik: Erke Duit, Regie: Alfred Komarek, Ausführende: Camerata Wien (Orchester), Gegenstimmen (Chor).